# Nomikianá
Nomikianá, en grec moderne : Νομικιανά, est un village du dème de La Canée, en Crète, en Grèce. Selon le recensement de 2011, la population de Nomikianá compte 68 habitants. Le village est situé à une altitude de 180 m.

## Recensements de la population
| Recensements | 1900 | 1920 | 1928 | 1940 | 1951 | 1961 | 1971 | 1981 | 1991 | 2001 | 2011 |
| ------------ | ---- | ---- | ---- | ---- | ---- | ---- | ---- | ---- | ---- | ---- | ---- |
| Population   | 261  | 92   | 60   | 70   | 67   | 55   | 61   | 65   | 56   | 77   | 68   |